# موجة الحر الشتوية في أوراسيا 2021

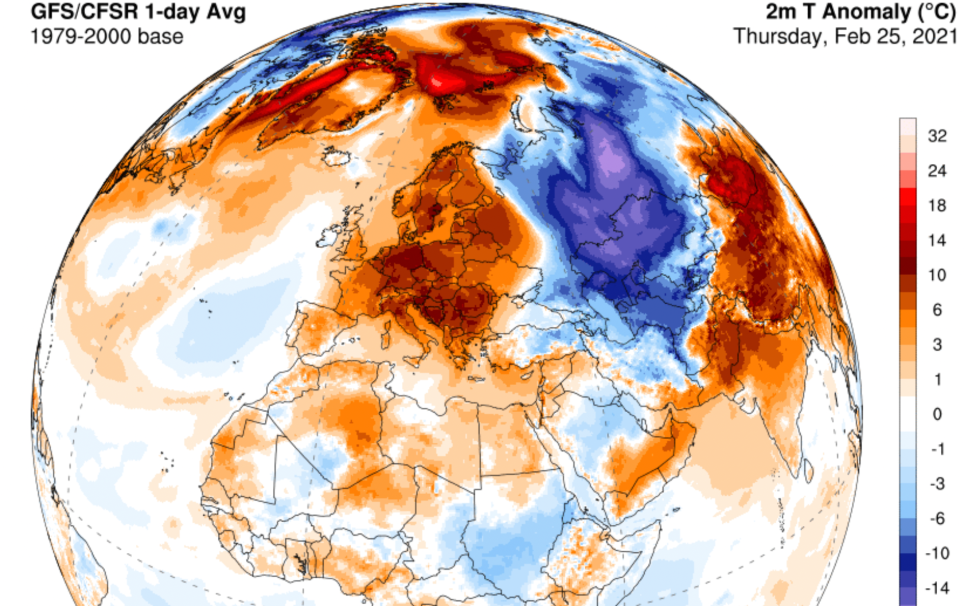
درجات الحرارة الاستثنائية حول العالم في 25 فبراير 2021. كانت درجة الحرارة في معظم أوروبا أعلى من المتوسط بما في ذلك أجزاء من آسيا ودائرة القطب الشمالي.

موجة الحر الشتوية في أوراسيا 2021 في جميع أنحاء أوروبا، وأجزاء من آسيا، تم الإبلاغ عن درجات حرارة عالية بشكل غير معتاد في فترة أواخر الشتاء من 20 فبراير حتى 28 فبراير 2021. كان السبب في بداية موجة الحرارة الشتوية قصيرة الأمد هو تيار نفاث من الغبار الصحراوي. كانت درجات الحرارة اليومية المرتفعة لهذه الفترة مماثلة لدرجات الحرارة القصوى المرتفعة خلال الربيع.
في عواصم ألمانيا وفرنسا برلين وباريس، تم الإبلاغ عن درجات حرارة عالية تصل إلى 20 درجة مئوية (68 درجة فهرنهايت). كانت درجات الحرارة في عواصم المملكة المتحدة وبولندا لندن ووارسو حوالي 18 درجة مئوية (64 درجة فهرنهايت). شهدت كرواتيا أعلى درجة حرارة إجمالية بلغت 26.4 درجة مئوية (79.5 درجة فهرنهايت). شهدت العاصمة الصينية بكين أيضًا أعلى درجة حرارة إجمالية في فصل الشتاء: 25.6 درجة مئوية (78.1 درجة فهرنهايت).

## المناطق المتضررة

### المملكة المتحدة
سجلت موجة الحر الشتوية السابقة التي أثرت على المملكة المتحدة في عام 2019 يومًا قياسيًا في أبوين في اسكتلندا، بعد 122 عامًا عند 18.3 درجة مئوية (64.9 درجة فهرنهايت) مع ثلاثة مواقع أخرى تتجاوز 20 درجة مئوية (68 درجة فهرنهايت). تم إطلاق تحذيرات في جميع أنحاء المملكة المتحدة ليس فقط لموجة الحر ولكن لحبوب اللقاح بعد فترة وجيزة من الموجة الباردة في يناير 2021 مرت عبر المملكة المتحدة وأوروبا.

### أوروبا
من بين المدن الأوروبية مثل برلين وباريس التي وصلت إلى 20 درجة مئوية (68 درجة فهرنهايت)، شهد المناخ الأكثر دفئًا في أوروبا أيضًا زيادة في درجة حرارة الشتاء المرتفعة الإجمالية وتم الإبلاغ عن تلك في سلوفينيا عند 25.2 درجة مئوية (77.4 درجة فهرنهايت)، إيطاليا عند 25.2 درجة مئوية (77.4 درجة فهرنهايت)، وجمهورية التشيك عند 20 درجة مئوية (68 درجة فهرنهايت). في بولندا تم الإبلاغ عن درجة حرارة قياسية تبلغ 21.7 درجة مئوية (71.1 درجة فهرنهايت) في ماكو بودالانسكي، وفي سلوفاكيا في هوربانافو تم الإبلاغ عن ارتفاع درجة الحرارة 20.8 درجة مئوية (69.4 درجة فهرنهايت). سجلت السويد ارتفاعًا قياسيًا في درجة الحرارة بلغ 16.8 درجة مئوية (62.2 درجة فهرنهايت) بسبب رياح الفون.

### آسيا
في الصين شهدت بكين ارتفاعًا قياسيًا ليوم 25.6 درجة مئوية (78.1 درجة فهرنهايت) محطمة الرقم القياسي لعام 1996 في 13 فبراير، بينما سجلت أنيانغ وهيفي 28.8 درجة مئوية (83.8 درجة فهرنهايت) و28.7 درجة مئوية (83.7 درجة فهرنهايت) على التوالى. بينما وصل كل من لونغزو وكاو بانغ إلى 29.5 درجة مئوية (85.1 درجة فهرنهايت) في 20 فبراير. تجاوزت بوهانج في كوريا الجنوبية 24.5 درجة مئوية (76.1 درجة فهرنهايت) الخاصة بها في عام 2004 مع 24.9 درجة مئوية (76.8 درجة فهرنهايت) في 21 فبراير. في الصين كان هذا هو أدفأ شهر فبراير المسجل على مستوى البلاد منذ عام 1961.